# Призма Ніколя

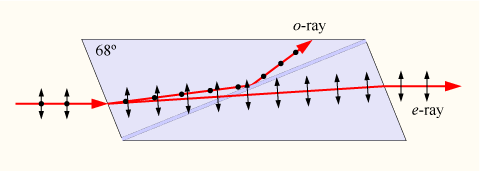
Будова призми Ніколя і принцип проходження променя крізь неї

Призма Ніколя (скорочено — ніколь) — оптичний елемент, призначений для поляризації світла, поляризатор. Призма складається з паралелепіпеда, вирізаного із ісландського шпату, розрізаного під кутом 68° і склеєного прозорою рідиною канадським бальзамом.
Неполяризований промінь світла входить в кристал і роздвоюється завдяки явищу подвійного променезаломлення. Звичайний промінь зазнає повного внутрішнього відбиття, а незвичайний промінь проходить далі. Внаслідок утворюється поляризований пучок світла. Призма Ніколя поляризує світло, кутова апертура якого не перевищує 30°.
Призма винайдена шотландським оптиком Вільямом Ніколем у 1828.